# مک‌دانل ایکس‌وی-۱
مک‌دانل ایکس‌وی-۱ یک بالگرد آمیخته (جایروداین) آزمایشی بود که توسط شرکت مک‌دانل برای یک برنامه تحقیقاتی مشترک بین نیروی هوایی و نیروی زمینی ایالات متحده تولید شد. هدف این پروژه کشف فناوری لازم برای توسعه هواگردی بود که می توانست مانند یک هلیکوپتر بلند شود و فرود بیاید اما با سرعتی شبیه به یک هواپیمای معمولی پرواز کند. ایکس‌وی-۱ به سرعت ۲۰۰ مایل بر ساعت (۳۲۰ کیلومتر بر ساعت؛ ۱۷۰ گره) می رسید، سریعتر از هر بالگرد قبلی در آن دوره، اما این برنامه به دلیل نویز نوک جت و پیچیدگی فناوری که تنها افزایش کمی در عملکرد داشت، خاتمه یافت.

## مشخصات فنی (XV-1)
داده‌ها از Harding
ویژگی‌های عمومی
- خدمه: یک (خلبان)
- ظرفیت: دو مسافر، یا دو سبد نجات
- طول: ۵۰ فوت ۵ اینچ (۱۵٫۳۷ متر)
- پهنای بال: ۲۶ فوت ۰ اینچ (۷٫۹۲ متر)
- وزن خالی: ۴٬۲۷۷ پوند (۱٬۹۴۰ کیلوگرم)
- وزن ناخالص: ۵٬۵۰۵ پوند (۲٬۴۹۷ کیلوگرم)
- پیشرانه: ۱ عدد موتور شعاعی Continental R-975-19, ۵۲۵ اسب بخار (۳۹۱ کیلووات)
- قطر روتور اصلی:  ۳۱ فوت (۹٫۴ متر)

عملکرد
- حداکثر سرعت: ۲۰۳ مایل بر ساعت (۳۲۷ کیلومتر بر ساعت، ۱۷۶ گره)
- سرعت کروز: ۱۳۸ مایل بر ساعت (۲۲۲ کیلومتر بر ساعت، ۱۲۰ گره)
- بُرد: ۵۹۳ مایل (۹۵۴ کیلومتر، ۵۱۵ مایل دریایی)
- حداکثر ارتفاع: ۱۹٬۸۰۰ فوت (۶٬۰۰۰ متر)
- نرخ صعود: ۱٬۳۰۰ فوت بر دقیقه (۶٫۶ متر بر ثانیه)

## همچنین ببینید
هواگرهای با نقش، پیکربندی و یا دوره زمانی مشابه
- بل ایکس‌وی-۳

### کتابشناسی - فهرست کتب
- Connor, R. and R. E. Lee. McDonnell XV-1 Convertiplane. 24 September 2001. Smithsonian National Air and Space Museum, Washington, DC. Accessed 4 December 2007.
- Donald, David. The Complete Encyclopedia of World Aircraft. New York: Barnes & Noble Books, 1997. شابک ‎۰-۷۶۰۷-۰۵۹۲-۵.
- Francillon, René J. McDonnell Douglas Aircraft since 1920: Volume II. London: Putnam, 1997. شابک ‎۰-۸۵۱۷۷-۸۲۷-۵.
- Harding, Stephen. U.S. Army Aircraft Since 1947 An Illustrated Reference. Schiffer military/aviation history. Atglen, PA: Schiffer Pub, 1997. شابک ‎۰−۷۶۴۳−۰۱۹۰-X.
- Markman, Steve, and William G. Holder. Straight Up A History of Vertical Flight. Schiffer military/aviation history. Atglen, PA: Schiffer Pub, 2000. شابک ‎۰-۷۶۴۳-۱۲۰۴-۹.
- Robb, Raymond L. Hybrid helicopters: Compounding the quest for speed, Vertiflite. Summer 2006. American Helicopter Society.
- Harris, Franklin D. An Overview of Autogyros and the McDonnell XV–1 Convertiplane ناسا, 2003 (dead link). Mirror1 (dead link), Mirror2. Size: 284 pages in 13MB